# Гвинаци (Авелино)
Гвинаци је насеље у Италији у округу Авелино, региону Кампанија.
Према процени из 2011. у насељу је живело 77 становника. Насеље се налази на надморској висини од 384 м.